# Mozilla Public License
De Mozilla Public License (MPL) is een opensource- en vrijesoftwarelicentie.

## Geschiedenis
Versie 1.0 werd ontwikkeld door Mitchell Baker toen ze werkte als advocaat bij Netscape Communications Corporation.
Versie 1.1 werd geschreven door de Mozilla Foundation. De MPL is een hybridisatie tussen een bewerkte BSD-licentie en de GNU General Public License.
De MPL wordt gebruikt als licentie voor de Mozilla Suite, Mozilla Firefox, Mozilla Thunderbird en andere Mozilla-software. De MPL heeft als basis gediend voor de Common Development and Distribution License van Sun Microsystems die gebruikt wordt als licentie voor het besturingssysteem OpenSolaris 10.
De MPL wordt beschouwd als een zwakke 'copyleftlicentie'. Code onder de MPL die gekopieerd of veranderd wordt, moet onder de MPL blijven. In tegenstelling tot sterke copyleftlicenties, kan de code onder de MPL gecombineerd worden in een programma met closedsourcebestanden, die anders afgeleide bestanden van de MPL-code zouden zijn. Bijvoorbeeld: Netscape 6 en latere versies waren geslotensoftwareversies van de Mozilla Application Suite.
De Free Software Foundation (FSF) beschouwt de MPL als een vrijesoftwarelicentie, maar zonder sterke copyleft. In tegenstelling tot de X11-licentie heeft de MPL complexe beperkingen die haar incompatibel maken met de GPL. Mensen wordt geadviseerd de MPL niet te gebruiken, behalve als de incompatibiliteit in sectie 13 van de MPL gebruikt wordt, zodat het afgeleide werk gepubliceerd kan worden onder de GPL of een andere, met GPL compatibele licentie. De MPL is ook goedgekeurd als een opensourcesoftwarelicentie door het Open Source Initiative.
De Mozilla Suite en Firefox zijn opnieuw uitgebracht onder meerdere licenties: de MPL, de GPL en de LGPL.

## Versie 2.0
In januari 2012 werd de nieuwe versie van de Mozilla Public License gepubliceerd. Deze wordt MPL 2.0 genoemd en werd goedgekeurd door het OSI.

## Lijst van licenties gebaseerd op de MPL
- Common Development and Distribution License
- Sun Public License
- AROS Public License (AROS)
- SugarCRM Public License (SugarCRM)
- Openbravo Public License (OBPL)